# Diana van der Vlis
Diana Mae van der Vlis (* 9. Juni 1935 in Toronto, Ontario; † 22. Oktober 2001 in Missoula, Montana) war eine kanadische Schauspielerin.

## Leben
Van der Vlis wuchs in Toronto als Tochter einer schottischen Mutter und eines niederländischen Vaters auf. Sie absolvierte eine klassische Schauspielausbildung an der Royal Academy of Dramatic Art in London und hatte ihre ersten Rollen zurück in Kanada. Ihr professionelles Theaterdebüt fand 1955 am Crest Theater in Toronto statt. Im Herbst 1956 zog sie nach New York City und erhielt in einer ihrer ersten Castings die Rolle der Cordelia Biddle in der Originalproduktion von The Happiest Millionaire (später als Der glücklichste Millionär verfilmt) am Lyceum Theatre. Die Komödie kam am Broadway von 1956 bis 1957 auf 271 Aufführungen. Für ihre Darstellung an der Seite von Walter Pidgeon war sie bei der Verleihung der 11. Tony Awards 1957 als Beste Nebendarstellerin nominiert, die Auszeichnung ging in diesem Jahr jedoch an Peggy Cass. Bis weit in die 1960er Jahre hinein stand sie regelmäßig in verschiedenen Produktionen auf der Broadwaybühne.
1957 hatte sie ihr Spielfilmdebüt im Kriminalfilm Das Mädchen mit den schwarzen Strümpfen mit Lex Barker und Anne Bancroft in den Hauptrollen. 1963 besetzte sie Roger Corman für die weibliche Hauptrolle im Science-Fiction-Film Der Mann mit den Röntgenaugen neben Ray Milland. Der Film wird von Kritikern zwar als einer von Cormans effektivsten gezählt, jedoch schloss sich für seine Hauptdarstellerin daran keine Leinwandkarriere an. Während der 1960er Jahre absolvierte sie zahlreiche Gastauftritte in verschiedenen Fernsehserien wie Auf der Flucht, Solo für O.N.C.E.L. und Flipper. Zwischen 1969 und 1973 stellte sie in 903 Episoden der Seifenoper Where the Heart is die Rolle der Kate Prescott dar. 1975 und 1976 spielte sie Dr. Nell Beaulac in der Seifenoper Ryan's Hope. Sie erhielt dort Ende der 1980er Jahre noch einmal eine wiederkehrende, aber andere Rolle.
Van der Vlis starb im Alter von 66 Jahren in einem Krankenhaus in Missoula, wo sie nach Angaben ihres Ehemanns wegen einer Atemwegserkrankung behandelt wurde. Aus ihrer Ehe gingen ein Sohn und eine Tochter hervor.

## Filmografie (Auswahl)

### Film
- 1957: Das Mädchen mit den schwarzen Strümpfen (The Girl in Black Stockings)
- 1963: Der Mann mit den Röntgenaugen (The Man with the X-ray Eyes )
- 1967: Incident … und sie kannten kein Erbarmen (The Incident)
- 1968: Der Schwimmer (The Swimmer )

### Fernsehen
- 1958: Gnadenlose Stadt (Naked City)
- 1961: Alfred Hitchcock präsentiert (Alfred Hitchcock Presents)
- 1964: Gauner gegen Gauner (The Rogues)
- 1964: Flipper
- 1964: Route 66
- 1964, 1965: Preston & Preston (The Defenders, 2 Folgen)
- 1967: Solo für O.N.C.E.L. (The Man from U.N.C.L.E.)
- 1967: Invasion von der Wega (The Invaders )

## Broadway
- 1956–1957: The Happiest Millionaire
- 1957–1958: A Visit to a Small Planet
- 1958: Comes a Day
- 1960: A Mighty Man Is He
- 1961–1962: A Shot in the Dark
- 1963: On an Open Roof
- 1973: The Waltz of the Toreadors

## Auszeichnungen
- 1957: Tony-Award-Nominierung in der Kategorie Beste Nebendarstellerin für The Happiest Millionaire